# Вламаси, Сейфи
Сейфи Вламаси (алб. Sejfi Vllamasi; 1883, Новоселя, Янинский вилайет, Османская империя — 1975) — албанский политический деятель первой половины XX века.

## Биография
Сейфи Вламаси родился в албанском селении Новоселя (в окрестностях Колоньи, в то время входившей в состав Османской империи). Он учился в Стамбуле на ветеринара. Его политическая деятельность началась в 1905 году, когда он стал активистом Секретного комитета по освобождению Албании, сформированному в городе Монастир. В 1918 году Вламаси был одним из инициаторов создания в Шкодере Комитета национальной обороны Косово. Вламаси вошёл в число лидеров новообразованной Народной партии вместе с Пандели Эвангьели и Эшрефом Фрашери. В апреле 1923 года он был назначен на пост министра общественных работ Албании. Валмаси принимал участие в Июньской революции 1924 года, участники которой стремились свергнуть правое правительство. После подавления этой революции он эмигрировал в Западную Европу.
Вламаси был обвинён в участии в антимонархическом движении в период его изгнания в Вене.. Он был одним из ведущих членов основанной в 1925 году в Вене антизогистской организации «Национальный союз» (алб. Xhemal Bushati), куда также входили Сотир Пеци, Джемаль Бушати, Ангелин Сума и Али Клиссура. Члены этой организации получали финансовую поддержку от Югославии. В 1931 году Вламаси стал одним из организаторов покушения на Ахмета Зогу в Вене. Он был арестован австрийской полицией, но вскоре освобождён и депортирован из Австрии. После этого Вламаси обосновался в Париже вместе с большинством других своих единомышленников.
Во время немецкой оккупации Албании Вламаси вернулся на родину, где работал в марионеточном правительстве. В коммунистический период албанской истории он провёл несколько в тюремном заключении (с 1947 по 1956 год), а потом жил в нужде, из-за чего вынужден был работать даже в преклонном возрасте.
В своих мемуарах, вышедших под названием «Политическое противостояние в Албании (1899—1942)» (алб. Ballafaqime politike në Shqipëri (1899–1942)), Вламаси открыто критиковал других албанских политических деятелей, таких как Луидь Гуракучи и ряд косовских ирредентистов, а также стратегию действий, которой придерживались Фан Ноли и оппозиция начала 1920-х годов. Эти мемуары служат богатым источником информации о политике Албании начала XX века и о многих албанских деятелях того времени.